# Thekla Skorra
Thekla Skorra, geborene Gottliebson (* 19. August 1866 in Berlin; † 3. Juni 1943 in Theresienstadt), war eine deutsche jüdische Schriftstellerin und Redakteurin, die in Berlin wirkte. Sie war Mitglied im Deutschen Schriftstellerinnenbund und im Allgemeinen Deutschen Schriftstellerverein.

## Leben
Thekla Gottliebson wurde als zweites Kind des Rittergutbesitzers Aron (Simon) Gottliebson und seiner Ehefrau Mariechen Johanna, geb. Filehne, geboren. 1873 zog die Familie nach dem Tod des Vaters nach Eberswalde bei Berlin, wo vier Jahre später auch die Mutter starb. Die beiden Kinder wuchsen bei Verwandten in Berlin auf, dort absolvierte Thekla eine Ausbildung auf der Militär-Dolmetscherschule und legte die Dolmetscherprüfung in Französisch und Englisch ab.
Sie heiratete mit 19 Jahren Lesser Skorra und zog mit ihm nach Leibitsch, einem kleinen Dorf in Ostpreußen unweit der russischen Grenze. Dort wurde am 25. Juli 1888 ihr Sohn Bruno geboren. Spätestens 1903 kehrte die Familie nach Berlin zurück und Thekla Skorra wurde Schriftstellerin und Mitglied im Deutschen Schriftstellerinnenbund. 1905 erschienen ihr Gedichtband Wovon mein Herz sich freigesungen und Briefe einer Mutter.

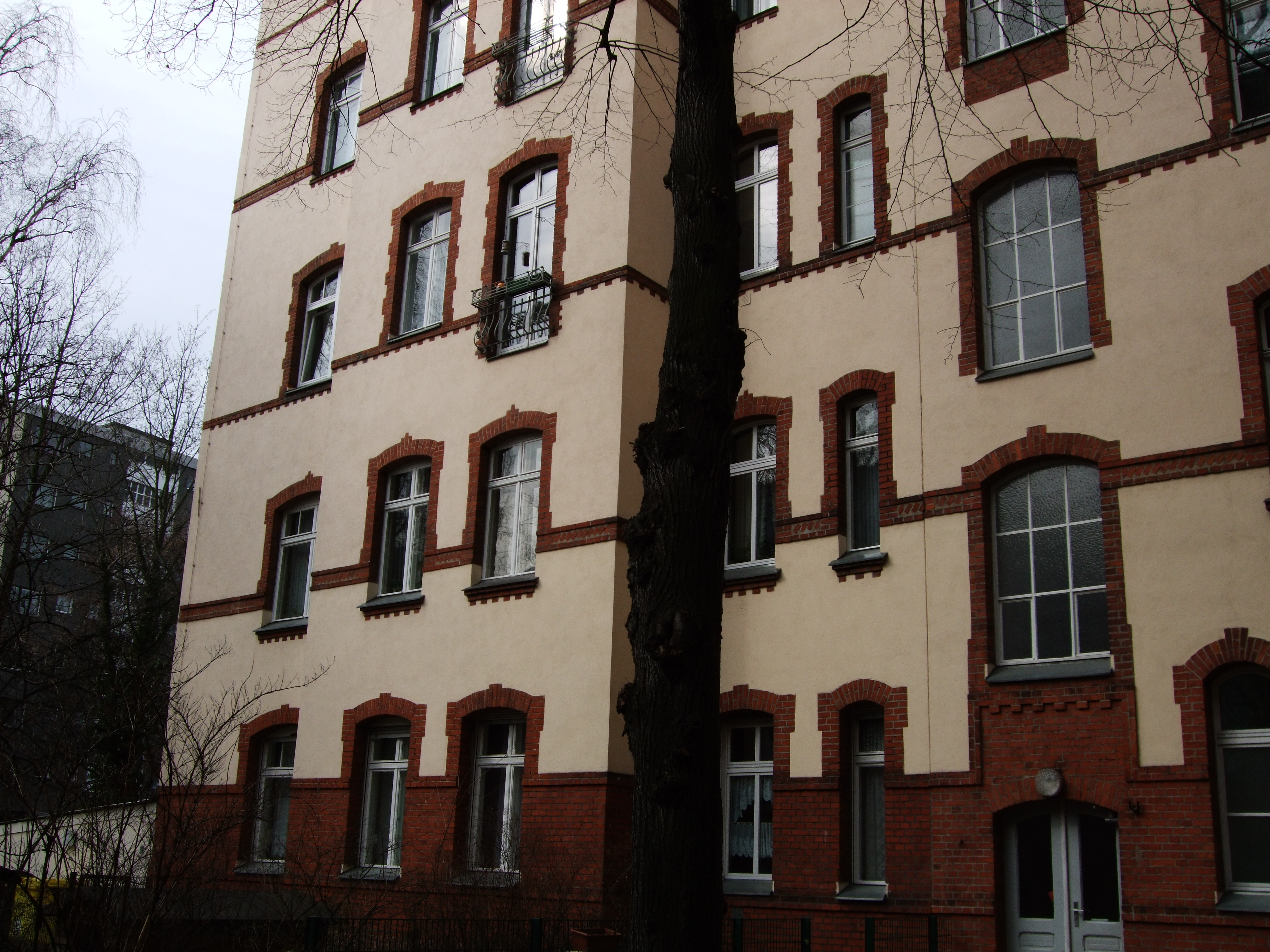
Seitenflügel des Gemeindehauses in der Lietzenburger Str. 39

1915 zogen Thekla Skorra und ihr erwachsener Sohn in die Achenbachstraße 18/19, heute Lietzenburger Str. 39 (Ort der Stolpersteinverlegung). Sie arbeitete als Redakteurin der Zeitschrift Die Kinderfürsorge. Am 1. Mai 1916 fiel Bruno während des Ersten Weltkrieges in Frankreich. Der Tod ihres einzigen Sohnes hinterließ deutliche Spuren bei Thekla Skorra. Sie war weiterhin als Schriftstellerin und Publizistin sehr aktiv.
Am 14. Januar 1943 wurde sie von den Nationalsozialisten mit dem 81. Alterstransport ins Ghetto Theresienstadt deportiert, wo sie am 3. Juni 1943 starb.

## Werke
Eine Monographie sowie zahlreiche Gedichte Thekla Skorras konnten bisher ausfindig gemacht werden.
- Thekla Skorra: Noemi und der Ritter. In: Ost und West, April 1913, Sp. 305–316

### Gedichtband
- Wovon mein Herz sich freigesungen (Gedichtband) (1905) Digitalisat

### Gedichte
- An eine freie Mutter (1907)
- Begräbnis (1898)
- Ein Brautpaar (1906)
- Der Mensch von heute! (1913)
- Fremdlinge (1907)
- Heimatlos (1907)
- In der Dämmerung (1906)
- Juda (1907)
- Judenjunge (Skizze) (1905)
- Judenporzellan (1907)
- Mutter (1898)
- Noemi und der Ritter (1913)
- Sabbatdämmerung (1906)
- Sieg (1906)
- Thoraschreiber (1911)
- Trosthymnus (1912)

Folgende Gedichte konnten bisher nicht gefunden werden:
- Der Tempel
- Deutsches Mädchenlied
- Die Dorfhexe
- Fahrende Leute
- Proletarierumzug

### Briefsammlung
- Briefe einer Mutter (1906)

## Ehrungen

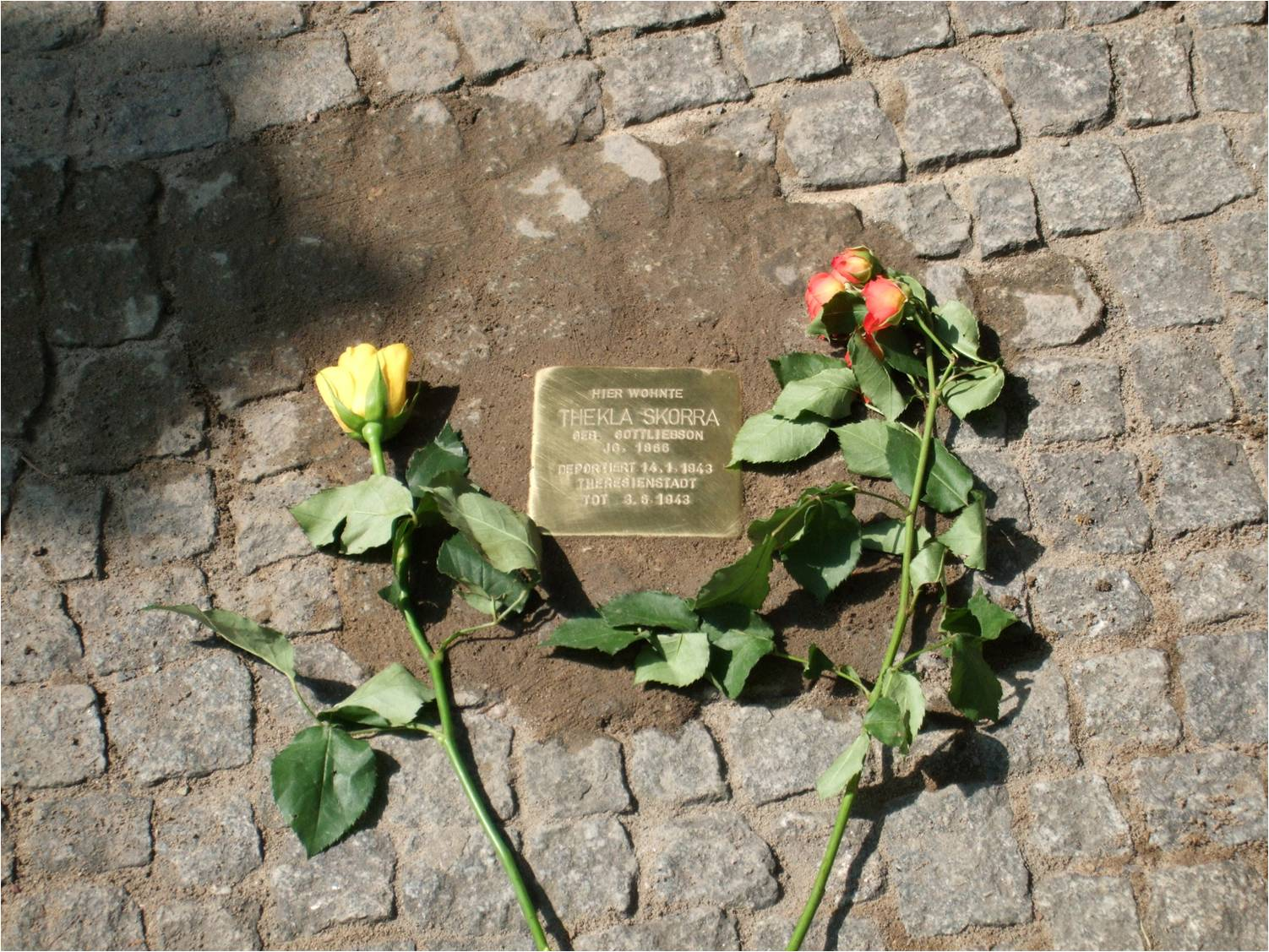
Der Stolperstein nach der Verlegung am 1. Juli 2010

Ein Stolperstein für die 1943 deportierte Jüdin ist seit dem 1. Juli 2010 vor dem Gemeindehaus der Kaiser-Wilhelm-Gedächtniskirche in der Lietzenburger Str. 39 in Berlin zu finden, wo die Schriftstellerin 25 Jahre in einer Mietwohnung im Seitenflügel lebte. Das erste und bislang einzige Buch zu ihrem Leben von Renate van Kampen erschien 2010 anlässlich der Stolpersteinverlegung im Schlehdorn Verlag.